# Vipio carnifex
Vipio carnifex är en stekelart som beskrevs av Joseph Kriechbaumer 1894. Vipio carnifex ingår i släktet Vipio och familjen bracksteklar. Inga underarter finns listade i Catalogue of Life.